# John Spencer (1924-1992)
Edward John ('Johnny') Spencer, 8ste graaf Spencer, burggraaf van Althorp, MVO, (Londen, 24 januari 1924 – aldaar, 29 maart 1992) was een Britse edelman die vooral bekend is omdat hij de vader was van Diana Spencer, de eerste echtgenote van prins Charles, later koning Charles III.

## Leven
Hij was de zoon van graaf Albert Spencer en Cynthia Hamilton. Hij volgde zijn opleiding aan Eton College en aan de Koninklijke Militaire Academie Sandhurst en aan de Koninklijke Landbouw Universiteit in Cirencester. Hij diende tijdens de Tweede Wereldoorlog als kapitein in de Royal Scots Grey. Na de oorlog vervulde hij verschillende bestuurlijke functies en was hij stalmeester van zowel koning George VI als van koningin Elizabeth II. Tot 1975, toen hij zijn vader opvolgde als graaf Spencer, stond hij bekend als burggraaf van Althorp.

## Huwelijken
John Spencer trouwde op 1 juni 1954 met Frances Ruth Roche. De huwelijksplechtigheid werd bijgewoond door koningin Elizabeth en andere leden van de Britse koninklijke familie. Het paar kreeg vijf kinderen onder wie Diana Spencer (die later zou trouwen met prins Charles en de moeder zou worden van prins William) en Charles Spencer, 9de graaf Spencer die vooral bekend werd van zijn toespraak bij de uitvaart van zijn zuster. In 1969 scheidden John en Frances. In 1976 hertrouwde Spencer met Raine McCorquodale, dochter van de bekende bouquetreeksschrijfster Barbara Cartland.

## Overlijden
Spencer overleed op 29 maart 1992 aan een hartaanval op 68-jarige leeftijd. 